# Michel III Danican Philidor
Michel III Danican Philidor (1683 – 1723) è stato un compositore francese.

## Biografia
Figlioccio di Lalande, e membro della dinastia di musicisti Philidor, venne nominato « timbalier della prima compagnia (scozzese) delle Guardie de Corpo » di re Luigi XIV nel 1703 e quindi nel 1715, « timbalier des plaisirs ».